# Parque Nacional da Restinga de Jurubatiba
O Parque Nacional da Restinga da Jurubatiba (ou PARNA de Jurubatiba) é o primeiro Parque Nacional no Brasil a compreender exclusivamente o ecossistema de restinga, o menos representado no Sistema Nacional de Unidades de Conservação da Natureza. A maioria dos pesquisadores concorda que Jurubatiba é a área de restinga mais bem preservada do país e está praticamente intacta.
Localiza-se na região norte do estado do Rio de Janeiro, no Brasil, abrangendo as planícies fluviais e marinha do litoral dos municípios de Quissamã, Carapebus e Macaé. Compreende uma faixa de orla marítima com 14 860 ha de área e 44 km de extensão ao longo da praia, com cerca de 2 km de largura na extremidade oeste, ao lado da lagoa Cabiúnas e 4,8 km de largura na extremidade leste (canal de Ubatuba), com um perímetro de 123 km. Da área total, 62,38% está no município de Quissamã. É administrado pelo Instituto Chico Mendes de Conservação da Biodiversidade (ICMBio).

## Topônimo
"Jurubatiba" é um termo de origem tupi, significando "ajuntamento de jeribás", através da junção de jeri'wa (jeribá) e tyba (ajuntamento).

## Formação Geológica
Essa restinga, a maior do país, foi formada a partir do recuo do mar durante o período Quaternário. A justaposição sucessiva de depósitos arenosos paralelos à costa criou dunas de três a oito metros de altura, com até dez metros de largura, dando origem à planície arenosa e a, pelo menos, dezoito lagoas.
Os solos são basicamente do tipo regossolo, sendo também encontrados solos salinos e orgânicos. O verão é quente e chuvoso e o inverno, mais seco. A temperatura média anual varia em torno de 22 e 24 graus centígrados e a precipitação anual entre mil e 1 350 milímetros.

## Hidrografia
Há pelo menos dezoito lagoas e centenas de pequenos brejos, cada qual sua característica físico-química da água e, conseqüentemente, com diferente vegetação e animais. O nível d'água, concentração de nutrientes, micro-organismos, sais e oxigênio de cada lagoa varia periodicamente de acordo com diversos níveis de fenômenos naturais.
As lagoas têm, em geral, o formato alongado quando mais distantes da costa, que se torna arredondado quando as lagoas encontram dunas que represam seu acesso ao mar. É freqüente que uma lagoa muito estreita ou a parte mais alongada desta seja impropriamente chamada de rio pelos habitantes da região.
As dimensões das lagoas de Jurubatiba diminuíram bastante nos últimos 200 anos devido à ação  humana, com a construção de canais artificiais, drenagem de brejos adjacentes ou utilização de suas águas na irrigação. As dimensões das lagoas também variam bastante de acordo com a época do ano; as muito pequenas praticamente tornam-se charcos no período de seca.
Seguindo-se no sentido sudoeste-nordeste, as maiores ou mais conhecidas são:
- Lagoa Cabiúnas (coordenadas 22°17.628'S  41°41.451'O)
- Lagoa Comprida (coordenadas 22°16.723'S  41°39.415'O)
- Lagoa de Carapebus (coordenadas 22°15.107'S  41°35.770'O)
- Lagoa Paulista (coordenadas  22°13.775'S  41°02.383'O)
- Lagoa Piripiri (coordenadas  22°12.194'S  41°28.068'O
- Lagoa do Visgueiro  (coordenadas 22°11.494'S  41°25.774'O)
- Lagoa Preta (coordenadas 22°10.326'S  41°21.471'O

A região é cortada por inúmeros canais naturais ou artificiais. O mais longo e famoso é o canal Campos-Macaé, um canal artificial construído no metade do século XIX. Este canal vem do bairro do Engenho em Quissamã pelo brejo do Arrozal, entra na lagoa do Paulista, e segue cruzando as lagoas de Carapebus e Cabiúna, para finalmente desaguar na Barra do rio Macaé. Como não é utilizado para navegação comercial desde 1863, o canal Campos-Macaé encontra-se atualmente assoreado e eutrofizado em boa parte da restinga, sendo parte integrante da paisagem.

## Vegetação
O Parque abrange formações vegetacionais que variam desde a praia (formação rastejante), passando por arbustos esparsos, áreas permanentemente ou periodicamente alagadas, até as florestas altas nos locais mais distantes do mar. As seguintes formações fisionômicas são identificada no Parque: 
- praial graminóide (herbáceas rasteiras na beira da praia);
- pós-praia (arbustiva fechada);
- arbustiva aberta de Clusia;
- arbustiva aberta de Ericácea;
- mata de restinga (periodicamente inundada);
- mata paludosa (permanentemente inundada),
- mata de cordão arenoso (nas regiões mais úmidas entre as dunas);
- arbustiva aberta de Palmae;
- graminóide com arbustos (herbácea brejosa) e
- formação aquática.

A vegetação litorânea situada no município de Quissamã apresenta problemas de permanência, face às condições desfavoráveis ditados pela natureza dos solos e pela ação dos ventos. Os solos são pobres em nutrientes, bastante permeáveis e relativamente secos nas camadas superficiais, sendo grande a evaporação a que estão sujeitos. Quanto à ação dos ventos, esta se traduz principalmente pela danificação da parte aérea dos vegetais, bem como o soterramento destes pelas dunas
Atualmente, o Museu Nacional tem um projeto de levantamento de toda a flora existente no parque, enquanto outras instituições do Rio de Janeiro, como a Universidade Federal Fluminense, dedicam-se ao estudo de diversos outros aspectos da vida vegetal e animal do local.

## Fauna

### Crustáceos
Identificam-se o siri, o caranguejo e várias espécies de mariscos.
A lagoa Preta de Jurubatiba é o único lugar do mundo em que se encontra o micro-crustáceo Diaptomus azureus, que segundo  pesquisadores da UFRJ, só tem similares na costa oeste da África, provando, portanto, que este continente já foi unido com a costa do Brasil em tempos remotos.

### Peixes
- Acará, Bagres, Carapeba, Robalo, Tainha, Traíra, Barrigudinho, etc

### Répteis
- Jacaré do papo amarelo, Jibóia, Cágado do brejo

### Aves
O trabalho de Zoneamento Agro-ecológico da Restinga identificou um total de 140 espécies de aves divididas em 42 famílias, tanto residentes quanto migratórias.
- Papagaio Chauá, Sabiá da Praia, Maçaricos, Jaçanãs, Garças, Frango-d’água, Gavião, Maguari, Carões, Socós

### Mamíferos
- Lontras, Capivaras, Cachorro do mato, Roedores, Marsupiais

## História e condições atuais
Quando o Brasil foi descoberto, a região entre a foz do rio Macaé e a do rio Paraíba do Sul era ocupada pelos índios Goitacazes. O nome do local é oriundo do tupi, composto por jeribá (uma espécie de palmeira) e tiba (porção), portanto significando terra de jeribás, ou mais apropriadamente, terra de plantas espinhosas. Originalmente, o nome era grafado Jerebatiba.
Depois dos índios Goitacazes terem sido dizimados em lutas que uniram os portugueses do Espírito Santo com os índios cristianizados de São Pedro da Aldeia, a região foi doada em sesmarias aos Sete Capitães.
As terras de restinga ficaram intocadas no seu interior porque em torno havia terras muito melhores, seja os campos utilizados para pecuária, seja os solos solo podzólicos (massapê) bem irrigados onde se planta cana-de-açúcar.
A única perturbação viria em 1844 quando se iniciou a construção do canal Campos-Macaé, mas este deixou de ser utilizado como hidrovia depois de 1873.
Recentemente, a expansão da indústria turística gerou a ocupação com casas de veraneio nas praias de Carapebus (lagoa de Carapebus), João Francisco (lagoa de Piripiri) e Visgueiro (lagoa do Visgueiro). Também iniciou-se o aproveitamento "das areias" com plantações de coco e abacaxi. Outro aspecto foi a expansão de campos plantados para criação de gado.
Com o incentivo de várias organizações e pessoas que defendiam a proteção da região, o Parque Nacional de Jurubatiba foi criado por lei federal de 1998 e reconhecido em 1992 como reserva da biosfera  pela UNESCO num estudo assinado por 126 cientistas.
O Parque Nacional da Restinga de Jurubatiba conta com Plano de Manejo aprovado pela Portaria ICMBio n. 54 de 1o. de agosto de 2008 - publicada no D.O.U. no dia 4 de agosto de 2008, à fls 84 e 85. O Plano pode ser encontrado, na íntegra, na página oficial do Parque Nacional da Restinga de Jurubatiba - ICMBio
Em 6 de janeiro de 2012, foi publicada a Portaria ICMBio n. 01 de 2012 que fixa normas para a visitação pública através de visitas guiadas, passeios de barco, bugre e veículos tracionados.